# Horváth Lajos (zeneszerző)
Horváth Lajos (Székelykeresztúr, 1883. február 23. – Mosonmagyaróvár, 1960. április 3.) magyar zeneszerző, zenei író. Írói neve Szittya Horváth Lajos.

## Életpályája
Tanítói oklevelét szülővárosa tanítóképzőjében szerezte 1903-ban. Székelyudvarhelyen és Erzsébetvárosban tanított, 1941-től a székelykeresztúri polgári leányiskola igazgatója lett, 1944-ben Magyarországra távozott.
Az első világháború idején verseskötettel jelentkezett, később népies műdalokat és zenés népszínműveket írt. Műdalait részben zongorakísérettel, részben kétszólamú feldolgozásban tette közzé. Nem fogadta el a Kodály-iskolát, s röpirataiban Domokos Pál Pétert támadva szembefordult az eredeti népdal ápolásával.

## Munkái 1919 után
- Röpirat (Székelykeresztúr, 1930)
- Hozzászólás (Székelyudvarhely, 1930)
- 101 székely népdal (Székelykeresztúr, 1931)
- Csűrdöngölők (hangjegykiadvány, Székelykeresztúr, 1942)